# Surinam (nederländsk koloni)
Kolonin Surinam (nederländska: Suriname), skrivs även Holländska Guyana och Nederländska Guyana, var en nederländsk plantagekoloni i Sydamerika från 1667 till 1954, skapad av Nederländska västindiska kompaniet. Besittningen var en multietnisk koloni, bestående av flera ditresta folkgrupper.

## Historia

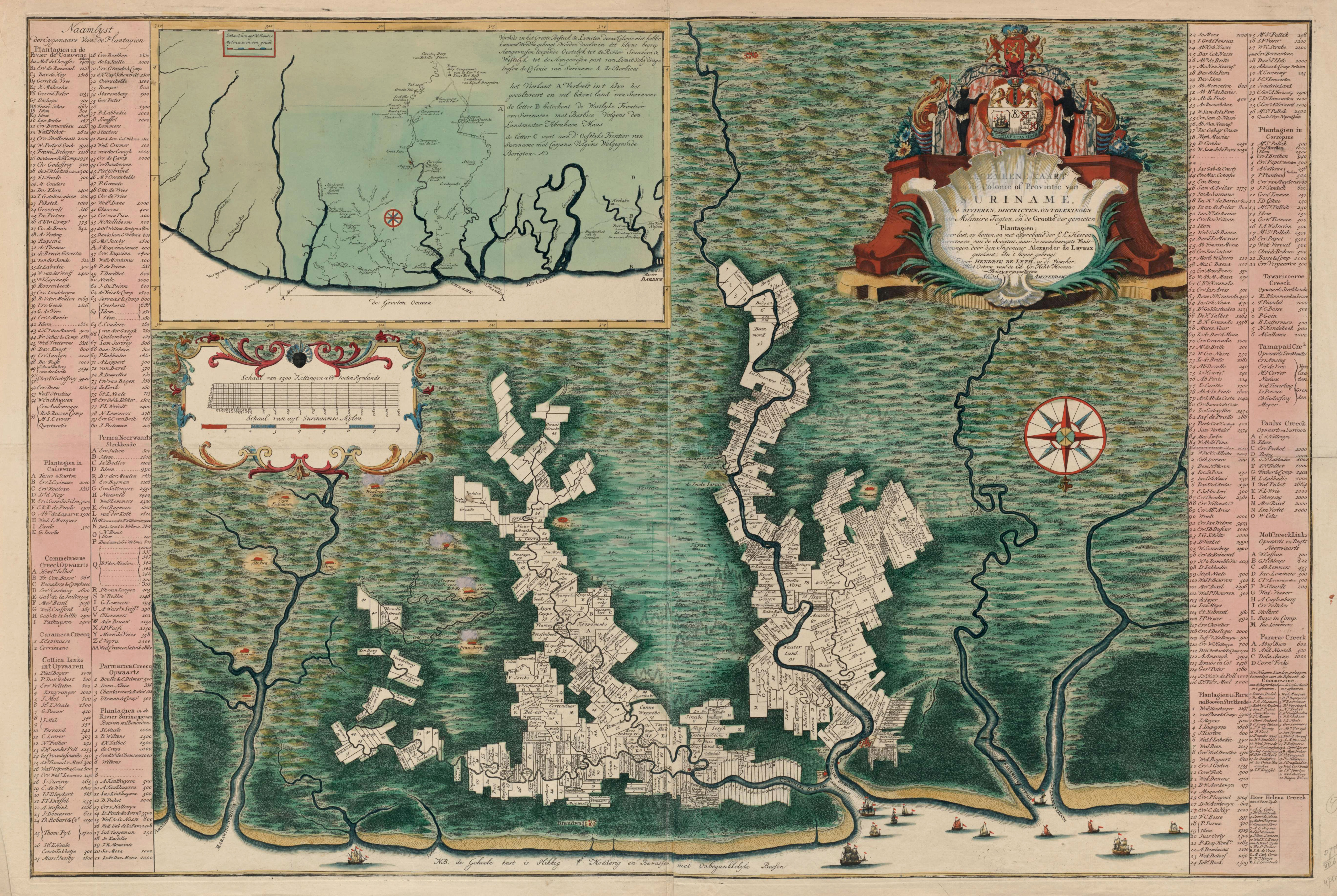
Karta över Surinam.

Den första nedtecknade referensen till området var en karta från 1599, ritad av flamländske kartografen Jodocus Hondius. Från år 1600 bosattes området av nederländska bosättare, de flesta från provinsen Zeeland. Handelsstationer byggdes längsmed floderna, inklusive Pomeroon, Essequibo, Berbice, och Surinam. Många små handelsplatser, främst för byteshandel, grundades av fransmännen, nederländarna, och engelsmännen. På grund av sjukdomar och anfall från indianerna varade många av bosättningarna inte länge.
Nederländska västindiska kompaniet bildades 1621, och fick rätten att kontrollera besittningarna i Sydamerika. Besittningen administrerades av Abraham van Peere, nederländsk upptäcktsresande som varit med och bildat Berbice. Efter tredje anglo-nederländska kriget, gav England bort territoriet (som senare kom att bli Surinam), i utbyte mot Nieuw-Amsterdam.
Nederländska Guyana var ingen politisk enhet, utan en mer geografisk term. Besittningarna var ursprungligen olika enheter. Essequibo och Demerara kontrollerades av Nederländska västindiska kompaniet, medan Berbice och Surinam kontrollerades av Berbicesällskapet och Surinamsällskapet. Cayenne (Franska Guyana) kontrollerades också kortvarigt av Nederländerna mellan 1660 och 1664, och återigen mellan 1676 och 1677.
Under Bataviska republikens år ockuperades återigen stora delar av Nederländska Guyana av britterna. Efter Napoleonkrigen, 1814, återtog britterna kontrollen över de tre områdena (Demerara, Berbice och Essequibo) väster om Courantynefloden. Dessa tre besittningar blev Brittiska Guyana. Efter 1815, fanns fem Guyana: Spanska Guayana (del av Venezuela), Brittiska Guyana, Nederländska Guyana (Surinam), Franska Guyana, och Portugisiska Guiana (i Brasilien).
Besittningen blev efter kolonialperioden ett självstyrande område inom kungariket Nederländerna, 1954–1975, och helt självständigt först när republiken Surinam utropades den 25 november 1975.

### Slaveri

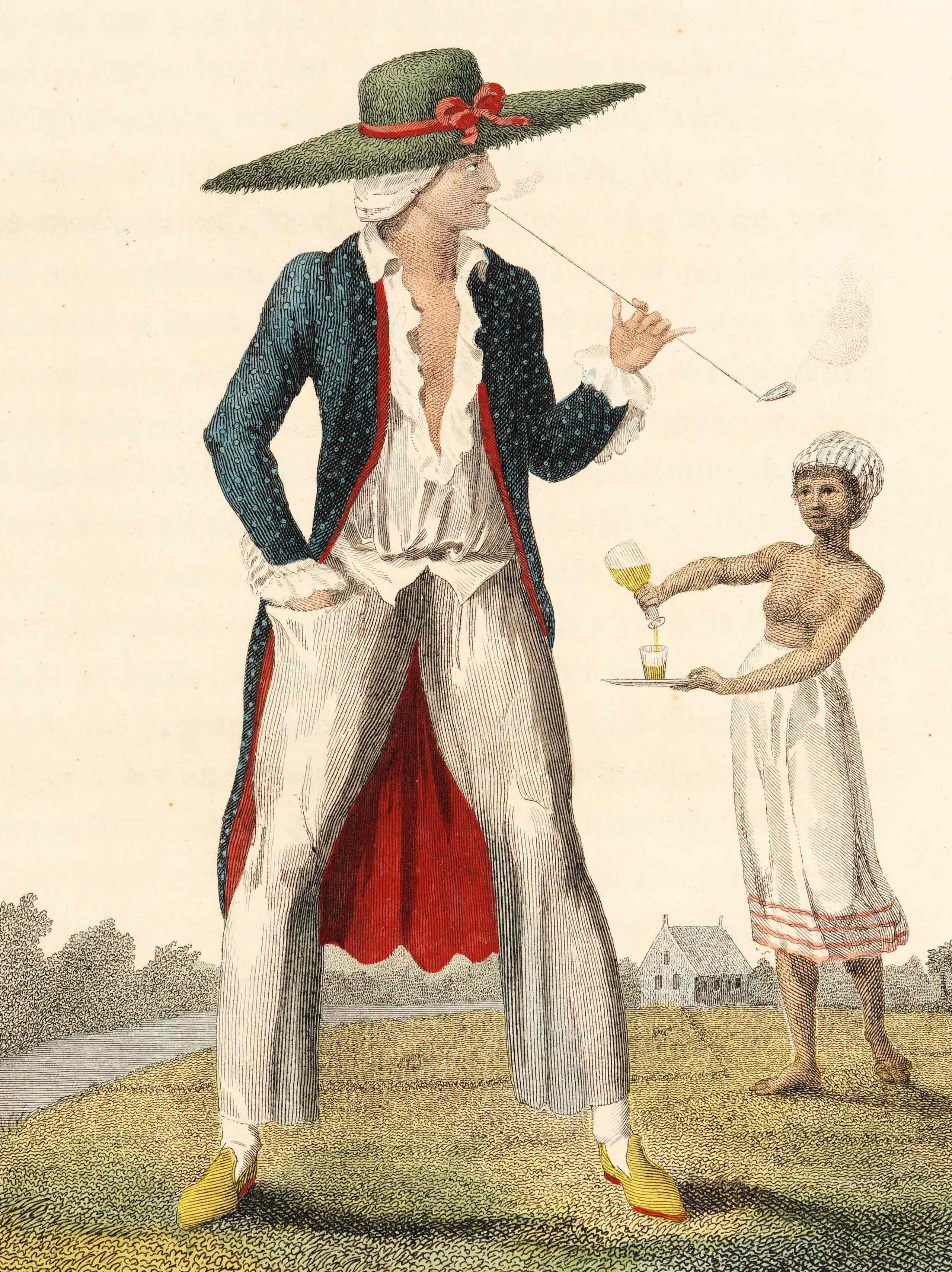
Illustration över en nederländsk slavägare.

Slaveriet i den nederländska besittningen Surinam avskaffades den 1 juli 1863 – i likhet med vad de övriga europeiska kolonialbesittningarna i Guyana-området redan anhållit om – men slavarna släpptes först efter en tioårig övergångsperiod, 1873, vilket igångsatte invandringen av arbetare från brittiska Indien. Det senare möjliggjordes av att Nederländerna och Storbritannien 1870 undertecknade ett fördrag om det berörda. Utöver invandring från brittiska Indien, möjliggjordes även omflyttning av arbetskraft inom kungariket Nederländerna och dess kolonialbesittningar. Från nederländska Ostindien kom javanesiska arbetare för att bistå arbetet på de surinamesiska plantagen.